# 2020 سي دي 3
2020 سي دي 3 هو كويكب صغير قريب من الأرض يدور عادةً حول الشمس ولكنه يقترب من نظام الأرض والقمر، حيث يمكنه الدخول مؤقتًا في مدار حول الأرض من خلال عملية التقاط قمر مؤقت (تي إس سي). اكتُشف في مرصد من قبل الفلكيين ثيودور بروين وكاسبر ويرزشوي في 15 فبراير 2020 في مرصد جبل ليمون، كجزء من مسح جبل ليمون أو مسح كاتالينا للسماء. أُعلِن عن الاكتشاف من قبل مركز الكواكب الصغيرة في فبراير 2020، بعد أن أكدت عمليات الرصد اللاحقة أنه كان يدور حول الأرض.
إنه ثاني قمر صناعي مؤقت للأرض اكتُشف وهو يدور حولها، بعد 2006 آر إتش 120، الذي اكتُشف في عام 2006. استنادًا على مساره الاسمي، التُقط 2020 سي دي 3 بواسطة الأرض بين عامي 2015 و2016، وقد خرج على الأرجح من مجال تأثير الجاذبية الأرضية في شهر مايو 2020.  سيقترب 2020 سي دي 3 مرةً أخرى من الأرض في مارس 2044، على الرغم من أن الأرض لن تلتقطه على الأغلب بسبب بعده.
يبلغ قدر 2020 سي دي 3 المطلق نحو 32، ما يشير حجمه الصغير جدًا. على افتراض أن 2020 سي دي 3 يتمتع بوضاءة منخفضة خاصة بالكويكبات الداكنة الكربونية من النوع سي، فمن المُرجح أن يكون قطره ما بين 1.9 و3.5 متر (6 و11 قدم). يُصنف 2020 سي دي 3 على أنه كويكب أرجونا، وهو نوع فرعي من كويكبات أبولو الصغيرة العابرة لمستوى مدار الأرض والتي لها مدارات شبيهة بمدار الأرض.
اكتُشف 2020 سي دي 3 في 15 فبراير 2020، من قبل الفلكيين ثيودور بروين وكاسبر ويرزشوي في مرصد جبل ليمون. يشكل هذا الاكتشاف جزءًا من مسح جبل ليمون المصمم لاكتشاف الأجسام القريبة من الأرض، وهو أيضًا جزء من مسح كاتالينا الذي أُجري في توكسون، أريزونا. تبين أن 2020 سي دي 3 هو جرم خافت، ذي قدر ظاهري يساوي 20، في كوكبة العذراء، وكان يقع على بعد 0.0019 وحدة فلكية (280000 كيلومتر؛ 180000 ميل) من الأرض في ذلك الوقت. أظهرت الحركة المدارية المرصودة للجرم أنه قد يكون مرتبطًا بجاذبية الأرض، ما حث العلماء على إجراء المزيد من عمليات الرصد لتحديد حركته بدقة.
نُشر تقرير الاكتشاف في صفحة تأكيد الأجرام القريبة من الأرض التابعة لمركز الكواكب الصغيرة (نيو سي بّي)، جرى حساب المدار الأولي من عمليات الرصد الإضافية التي أجرتها العديد من المراصد الأخرى. استمرت عمليات الرصد اللاحقة للجرم ستة أيام بعد اكتشافه، وأُعلِن رسميًا عنه في إشعار إلكتروني صادر عن مركز الكواكب الصغيرة في 25 فبراير 2020. لم يُرصد أي مؤشر على اضطرابات ناجمة عن ضغط الإشعاع الشمسي، ولم يكن هناك دليلٌ على أنه جسم اصطناعي معروف. على الرغم من أن الأدلة تشير إلى أن 2020 سي دي 3 هو على الأرجح كويكب صخري كثيف، إلا أن احتمال أن يكون جسمًا اصطناعيًا، مثل قمر صناعي ميت أو صاروخ معزّز، لم يُستبعد بالكامل بعد.
اعتبارًا من يوليو 2020، لم يتم تحديد أي صور من بيانات رصد سابقة الاستنباط لـ 2020 سي دي 3. اشتبه مكتشفا 2020 سي دي 3 في أنه صُور بواسطة مسوحات فلكية أخرى قبل اكتشافه، ولكن لم يتم التعرف عليه بسبب خفوته ومداره المتغير بشكل كبير.

## التسمية
عند الاكتشاف، حصل الكويكب الاسم المؤقت سي 26 إف إي دي 2. بعد إجراء المزيد من عمليات الرصد اللاحقة التي أكدت وجوده، حصل على الاسم المؤقت 2020 سي دي 3 من قبل مركز الكواكب الصغيرة في 25 فبراير 2020. يشير التعيين المؤقت إلى تاريخ اكتشاف الجرم والسنة. لم يحصل الجرم حتى الآن على رقم كوكب صغير دائم من قبل مركز الكواكب الصغيرة نظرًا لقصر قوس المراقبة الخاص به البالغ عدة أيام فقط.